# Quarta Via
La Quarta Via è il sistema introdotto in occidente all'inizio del secolo scorso da George Gurdjieff attraverso il quale sarebbe possibile raggiungere un reale e completo sviluppo dell'uomo. Il nome "Quarta Via" è usato per differenziare il sistema da altri che Gurdjieff ha descritto in relazione al loro specifico lavoro sull'essere:
- La via del Fachiro, si esprime attraverso l'uso del corpo per raggiungere un livello di consapevolezza superiore.
- La via del Monaco, si esprime attraverso l'uso della componente emozionale, come la fede e il "rapimento" mistico.
- La via dello Yogi, utilizza la parte intellettuale attraverso la conoscenza.

La Quarta Via si fonda sull'uso equilibrato di tutte le funzioni attraverso il loro sviluppo simultaneo. Gurdjieff enfatizza la necessità di uno sviluppo complessivo al fine di ottenere un risultato individuale completo che non necessiti difficili e dolorosi processi di ricostruzione in un secondo tempo. Secondo le descrizioni riportate negli scritti di Ouspensky (Frammenti di un Insegnamento Sconosciuto), un uomo che abbia raggiunto certe capacità attraverso le prime tre vie, per diventare completo deve, attraverso un processo complesso e doloroso di "rifusione" di quanto ha precedentemente cristallizzato, iniziare da capo un lavoro su quelle parti che ha lasciato sottosviluppate; in questo senso il lavoro delle prime tre vie può essere più pericoloso e difficile del lavoro sulla Quarta Via.
Gurdjieff non ha mai chiamato il suo insegnamento la Quarta Via, fu Ouspensky ad usare il nome per indicare l'insegnamento del maestro. Il testo, pubblicato postumo, degli incontri di Ouspensky si intitola "La Quarta Via". Oggi l'insegnamento di Gurdjieff è conosciuto come "Il Lavoro" o "Lavoro su di sé" o semplicemente "Lavoro".
Gli insegnamenti di Gurdjieff si riferiscono principalmente al posto ed al ruolo dell'uomo nell'Universo e alle sue possibilità di sviluppo interiore. Gurdjieff si riferisce alla condizione dell'uomo ordinario considerando che egli è in uno stato di "sonno ad occhi aperti", superato il quale è possibile accedere a stati di coscienza più elevati, ma solo attraverso lo sviluppo di nuove capacità interiori.
Gurdjieff insegnò come aumentare e concentrare la propria attenzione per dirigere e non disperdere la propria energia, come minimizzare i sogni ad occhi aperti e l'assenza di partecipazione alla propria esistenza. In accordo con il suo insegnamento, questo sviluppo interiore dell'uomo è l'inizio di una possibilità di cambiamento d'essere che ha lo scopo di trasformare l'uomo in quello che Gurdjieff chiama "uomo normale", un essere con tutte le sue potenzialità sviluppate e con la capacità di essere partecipe della sua vita e del mondo che lo circonda.

## Introduzione
Alcune delle persone che hanno avuto contatto con Gurdjieff lo considerarono un maestro spirituale, un uomo di grandissime capacità ed alcuni di essi divennero possessori di quello che Gurdjieff chiamava una coscienza oggettiva. Alcuni lo videro come un ciarlatano che faceva dell'esoterismo una fonte di speculazione economica.
Gurdjieff ha indicato il suo insegnamento come esoterico ma ha anche detto che non c'è nulla in esso di segreto o nascosto, piuttosto ha detto che le persone, o non sono interessate o non hanno le capacità di comprendere certe idee.
Riguardo all'insegnamento che ha trasmesso, Gurdjieff disse: «L'insegnamento la cui teoria è qui esposta è completamente indipendente da altre linee, si sostiene su se stesso ed è stato completamente sconosciuto fino ad oggi».
L'esatta origine degli insegnamenti di Gurdjieff sono sconosciuti, diverse persone hanno formulato nel tempo varie teorie al riguardo. La più accreditata lo riporta ai suoi contatti con scuole Sufi caucasiche.
Gurdjieff ha detto che l'uomo non nasce con un'anima, ma che la deve creare durante l'arco della sua vita, altrimenti «morirà come un cane».  Egli si riferiva alla coscienza ordinaria degli esseri umani come una forma di sonno e che stati di coscienza superiori sono possibili. Fece riferimento allo strumento dell'attenzione come mezzo per accedere a nuove percezioni ed al "ricordo di sé". Insegnò attraverso lo strumento delle "danze sacre" o "movimenti" di gruppo, accompagnati da musiche composte in collaborazione con il musicista Thomas de Hartmann. Sono musiche che Gurdjieff ha composto ispirandosi a ciò che aveva sentito e assimilato durante i suoi viaggi.

## Le Vie
Gurdjieff dichiarò che ci sono tre vie ordinarie per la reale evoluzione spirituale, e Ouspensky fece riferimento al suo metodo chiamandolo "La Quarta Via".
Le tre vie sono:
- La Via del Fachiro. Il fachiro lotta con il proprio corpo fisico e lo domina attraverso difficili esercizi fisici e attraverso l'uso di posture particolari. Il fachiro lavora prevalentemente con il centro istintivo motorio per il raggiungimento della volontà.
- La Via del Monaco. La via del monaco (o della monaca) si riferisce al raggiungimento di stati superiori di coscienza attraverso la fede mediata dal centro emozionale.
- La via dello Yogi. L'approccio dello Yogi è di carattere intellettuale, attraverso la conoscenza egli giunge alla padronanza di sé.

Gurdjieff formulava una critica alle tre vie in quanto ponendo una grande attenzione solamente in una parte della natura umana, non permettono lo sviluppo delle altre parti dell'uomo, così una persona che abbia raggiunto qualcosa attraverso une delle tre vie, deve ricominciare un lavoro difficile e doloroso di rifusione del proprio essere e lavoro sugli altri centri.

## La Quarta Via
Gurdjieff ha detto che la Quarta Via è una scorciatoia rispetto alle prime tre perché combina simultaneamente il lavoro sui tre centri piuttosto che focalizzarsi su di uno di essi come nelle tre vie precedenti, può essere seguita dagli uomini ordinari nelle loro vite di tutti i giorni senza bisogno di ritirarsi in luoghi isolati; anzi per ottenere veramente dei risultati è necessario lavorare con quello che abbiamo e che siamo per non creare un'illusione rispetto a qualcosa che in realtà non esiste in noi. La Quarta via coinvolge la completa accettazione di certe condizioni imposte dal maestro, la Via richiede lo sforzo di concentrarsi completamente sul lavoro interiore, anche quando il ruolo esteriore non può cambiare significativamente. In connessione a questo, il lavoro senza un maestro che possa dirigere gli sforzi di uno studente non è possibile, ciononostante Gurdjieff dava molta importanza alla responsabilità individuale:
Per sua propria natura, la Quarta Via non è per tutti; Gurdjieff ha detto che la conoscenza segreta non è deliberatamente segreta, ed in alcuni casi non è segreta affatto, ma la maggior parte delle persone non è interessata ad essa. Si riferiva a coloro che sono in grado di ricevere e comprendere le idee del sistema come al "cinque di venti di venti": solo il venti per cento di tutte le persone pensa seriamente a realizzazioni superiori; di questo, solo il venti per cento decide di fare qualcosa riguardo alla propria evoluzione, e di questi, solo il cinque per cento arriva da qualche parte.
Mettendo insieme la via del Fachiro (tradizione Sufi), la via dello Yogi (tradizione Indù e Sikh) e la via del Monaco (tradizione cristiana e buddista), Gurdjieff pone la Quarta Via come crocevia di differenti credenze.
Uno dei fattori importanti dell'insegnamento di Gurdjieff è che tutte le differenti discipline che ha insegnato sono in relazione l'una con l'altra e si combinano tra di loro. Così, studiando una disciplina, simultaneamente se ne studiano molte altre che nel tempo si ricollegano in un corpus globale di conoscenze ed essere.
Ouspensky documenta che Gurdjieff disse che «duemila o tremila anni fa c'erano altre vie che adesso non esistono più, che non erano così diverse e si trovavano molto più vicine le une alle altre». 
La Quarta Via è diversa dalle vecchie e dalle nuove vie per il fatto che non è una via permanente. Non ha una forma definita e non ci sono istituzioni collegate ad essa.

## Insegnamento e metodi

### Idee base
L'insegnamento di Gurdjieff è principalmente focalizzato sull'acquisizione della capacità di eseguire costantemente un lavoro conscio, frutto di sforzi intenzionali e di sofferenza volontaria.
- Lavoro Conscio: è un lavoro in cui la persona che lo esegue non è assente (meccanica - automatica) durante l'atto, ma piuttosto sta "ricordandosi di sé" tutto il tempo in collegamento a quello che sta facendo; e nello stesso tempo compie uno sforzo di fare quello che sta facendo in maniera intenzionale.
- Sofferenza intenzionale:  questo è l'atto di lottare contro il desiderio del corpo fisico, come i sogni ad occhi aperti, piaceri, cibo (in connessione a mangiare per ragioni differenti da un reale appetito). È il lavoro con le emozioni negative.

Gurdjieff si è riferito a questi come agli aspetti fondamentali di ogni possibile evoluzione nell'uomo.
L'insegnamento di Gurdjieff si struttura in un enorme numero di soggetti. Le linee principali si snodano intorno a soggetti quali la Consapevolezza,  la Coscienza, il Subconscio, la Coscienza superiore, il Rimorso di coscienza, il Corpo fisico e le funzioni, il Corpo superiore, l'Autoconsapevolezza,  la Conoscenza versus comprensione, l'Essenza versus personalità, le Leggi universali, l'Enneagramma, il Raggio di creazione, la Storia dell'umanità, il Linguaggio, l'Ipnotismo, le Danze sacre, le Musiche sacre, le Debolezze della natura umana.. alcune delle quali sono spiegate di seguito.
- Auto osservazione: Compiere sforzi per osservare in sé stessi i modi di fare e le abitudini che sono parte del nostro essere e della nostra personalità che solitamente sono visibili dall'esterno attraverso il nostro movimento corporeo, espressioni, posture, intonazione della voce.
- Divisione dell'attenzione: Gurdjieff incoraggiava i suoi studenti a coltivare l'abilità di dividere la loro attenzione, che è l'abilità di rimanere completamente su un oggetto esterno o un pensiero interno mentre si è consapevoli di se stessi. Uno può per esempio, lasciare parte della propria attenzione concentrarsi su un dito, mentre l'altra metà è consapevole della nostra presenza generale. Nella divisione dell'attenzione, non è un andare avanti e indietro da una cosa ad un'altra, ma sperimentare entrambe completamente e simultaneamente.
- Il ricordo di Sé: Oltre la divisione dell'attenzione si trova "Il ricordo di Sé", uno stato che è permanente in una persona "conscia",  volatile e temporanea per la maggior parte delle persone. In questo stato una persona vede quello che accade senza perdere il punto di vista su sé stesso. Ordinariamente, quando ci concentriamo su qualcosa, le persone perdono il loro senso di "Io", così come possono reagire passivamente agli stimoli su cui sono concentrati. Nel ricordo di sé l'Io non è perso.
- Il bisogno di sforzi: Gurdjieff sottolineò che il risveglio è il risultato di consistenti e prolungati sforzi. Questi sforzi sarebbero da compiere nel momento in cui una persona è già esausta e sente di non poter andare oltre, ma ciononostante spinge sé stessa. Hanno lo scopo di produrre una forza interiore, e incrementare la volontà della persona.
- I molti Io: Molti Io è il termine che indica le differenti, conflittuali a volte, sensazioni dell'"Io" di una persona: Io penso, Io voglio, Io so bene, Io preferisco, Io sono felice, affamato, stanco. Queste sensazioni di Io solitamente non hanno nulla in comune l'una con l'altra e sono presenti solo per un periodo di tempo breve, fino a quando non vengono sostituite da un altro Io - che nella maggior parte dei casi non sa nulla dell'Io che lo ha preceduto. Queste sensazioni sono collegate a ciò che Gurdjieff dice essere la mancanza di unità dell'uomo, collegata all'idea che una parte di lui desidera qualcosa che un'altra parte non conosce nemmeno.
- Rilassamento: Gurdjieff ha detto che il corpo delle persone è eccessivamente teso durante le loro azioni, e per questo essi perdono molta energia. Gurdjieff si focalizzava su modi per rilassare il corpo e minimizzare le tensioni della muscolatura.
- Centri: Gurdjieff riconosce l'esistenza di tre centri principali o cervelli nell'uomo:
  - Centro intellettuale
  - Centro emozionale
  - Centro fisico o motorio (collegato col Centro istintivo)
- Corpo, essenza e personalità: Gurdjieff divideva l'uomo in tre parti indipendenti: Corpo, Essenza e Personalità. Il Corpo è rappresentato dalle funzioni fisiche. L'Essenza  è per così dire la parte naturale di una persona o ciò con cui è nata. La Personalità è tutto quello di artificiale che è stato imparato e visto attraverso l'educazione e le esperienze automatiche che l'uomo ha passato. È detto che l'Essenza è la parte che è in grado di evolvere.

## L'uso di simboli
Nelle sue spiegazioni Gurdjieff usò differenti simboli come l'Enneagramma ed il Raggio di Creazione.
A proposito del primo egli ha detto che:
Il Raggio di creazione, invece, è un diagramma che meglio rappresenta il posto che la Terra occupa nell'universo. Il diagramma è composto da otto livelli, ognuno dei quali corrisponde ad un livello della Legge delle Ottave.
Attraverso l'elaborazione della legge delle ottave e del significato dell'enneagramma, Gurdjieff ha offerto ai suoi studenti un modo alternativo di concettualizzare il mondo e il loro posto in esso.

## Condizioni per il lavoro
Gurdjieff enfatizzò l'idea che chi cerca deve condurre la sua propria ricerca. Il maestro non può fare il lavoro dello studente, ma è più una guida nel cammino della scoperta di sé. Come maestro, Gurdjieff si specializzò nel creare condizioni per i suoi studenti – condizioni in cui la crescita fosse possibile, in cui un progresso efficiente possa essere raggiunto attraverso il desiderio e la disponibilità. Un maestro dotato crea le condizioni di cui un altro possa beneficiare. Così come Gurdjieff disse: